# Aneuthetochorus
Aneuthetochorus is een kevergeslacht uit de familie van de boktorren (Cerambycidae). De wetenschappelijke naam van het geslacht werd voor het eerst geldig gepubliceerd in 1968 door Martins.

## Soorten
Aneuthetochorus omvat de volgende soorten:
- Aneuthetochorus bivestitus (Martins, 1962)
- Aneuthetochorus conjunctus Napp & Martins, 1984
- Aneuthetochorus punctatus Martins, Galileo & Limeira-de-Oliveira, 2009
- Aneuthetochorus simplex Martins, 1970